# Cogliostro
Cogliostro, il cui suo vero nome è Caino (Cain), è un personaggio immaginario della serie a fumetti Spawn, creato da Todd McFarlane. È un assassino vissuto secoli prima con una sorte simile all'Inferno, ma che ora combatte dalla parte del Paradiso ed è alternativamente alleato-mentore o nemico di Spawn.

## Biografia del personaggio
Questo personaggio si tratta di un senzatetto che sembra conoscere a fondo le caratteristiche degli Hellspawn e le guerre di potere che si trovano a combattere, per questo diventa de facto il mentore di Al Simmons, alias Spawn. Cogliostro si rivela essere il biblico Caino, dannato all'Inferno per aver ucciso il fratello Abele. Diviene quindi il primo Hellspawn ma nel corso dei millenni riesce a disfarsi del costume di necroplasma infernale, sia arma che prigione per ogni Spawn. Lo scopo di Cogliostro è sempre stato quello di indurre alla ribellione gli Hellspawn venuti dopo di lui. In segreto nutre la speranza di sconfiggere i signori infernali e reclamare per se stesso il trono dell'Inferno.

## Altri media
- Cogliostro è il secondo protagonista della serie animata di Spawn. È doppiato da Richard Dysart, e in italiano da Carlo Sabatini.
- Cogliostro, ribattezzato solo con il nome di Cagliostro, è il secondo protagonista del film live-action di Spawn del 1997, interpretato da Nicol Williamson con la voce italiana di Eugenio Marinelli. Nel lungometraggio cinematografico, era un tempo il cavaliere nero, Sir John of York del quindicesimo secolo in cui è diventato un Hellspawn dopo la sua morte. A un certo punto, ha liberato con successo la sua anima dal malefico demone Malebolgia e ora combatte al fianco del Paradiso. Cinque anni dopo che Al Simmons (Spawn) è stato ucciso a tradimento da Jason Wynn e Jessica Priest, Cagliostro è diventato il suo mentore e gli ha insegnato come usare la sua armatura necroplasmatica e le sue abilità soprannaturali contro i suoi assassini. In questa versione del personaggio non ha la sua armatura simbiotica, ma sembra possedere alcune abilità soprannaturali, come una lama affilata che si estende automaticamente dal suo braccio destro.
- Cogliostro compare come uno dei personaggi giocabili nel videogioco Spawn: In the Demon's Hand.